# La meglio gioventù (raccolta poetica)
La meglio gioventù è una raccolta di poesie in friulano di Pier Paolo Pasolini pubblicata nel 1954 dall'editore Sansoni con una dedica a Gianfranco Contini.

## Opera
L'opera è articolata in due parti. La prima parte, che porta il titolo di Poesie a Casarsa, comprende la maggior parte delle poesie che erano state pubblicate presso la Libreria Antiquaria di Mario Landi a Bologna nel 1942 oltre una sezione intitolata Suite friulana (1944-49); la seconda parte comprende El Testament Coràn (1947-52) e il poemetto che dà il titolo alla sezione, Romancero (1947-53).  Ogni componimento è accompagnato dalla versione in italiano di Pasolini. Le due sezioni dell'opera non corrispondono a criteri cronologici ma stilistici e tematici e mettono in evidenza due momenti della poetica friulana dell'autore: il rapporto personale del poeta con Casarsa e le ragioni di carattere sociale del mito friulano. "Poesie a Casarsa" e la "Suite" friulana hanno quindi carattere autobiografico e tracciano il cammino creativo dell'autore mentre Romancero e El Testament Coràn raccontano il Friuli attraverso la condizione di miseria e di sfruttamento dei contadini nel dopoguerra.
Le poesie della prima sezione sono solitamente brevi in terzine di endecasillabi o quartine di settenari e hanno carattere simbolistico e liberty ispirate dalle letture  dei lirici europei, primo tra tutti Pascoli seguito da Rimbaud, Mallarmé, Jiménez, Lorca, Machado.
Le poesie della seconda sezione accentuano i toni epici e hanno carattere maggiormente discorsivo. In esse l'autore utilizza una metrica sperimentale rifacendosi a diversi modelli tra i quali quelli della poesia statunitense, soprattutto agli spiritual di Langston Hughes e ai romances iberici.